# John Henry Poynting
John Henry Poynting (Monton, 9 september 1852 – Birmingham, 30 maart 1914) was een Engels natuurkundige die hoogleraar fysica aan het Mason Science College (huidige Universiteit van Birmingham) was van 1880 tot aan zijn dood. Hij werd bekend als ontwikkelaar van de Poynting-vector zoals die wordt gebruikt in het Poynting-theorema, waarin het behoud van energie beschreven wordt voor het elektromagnetisch veld. 

## Biografie
Poynting was de jongste zoon van Thomas Elford Poynting, een unitarisch predikant. Van 1867 tot 1872 bezocht hij Owens College, de huidige Universiteit van Manchester, waar hij onderwezen werd door fysische docenten als Osborne Reynolds en Balfour Stewart. Van 1872 tot 1876 was hij student aan Trinity College van de Universiteit van Cambridge. Eind jaren 1870 was hij werkzaam in het Cavendish-laboratorium onder supervisie van James Clerk Maxwell.
Hij werd benoemd tot hoogleraar natuurkunde aan Mason Science College in Birmingham, van haar oprichting in 1880 tot aan zijn overlijden in 1914. Toen Mason Science College in 1900 de Universiteit van Birmingham werd, werd Poynting decaan van de wetenschapsfaculteit, een aanstelling die hij twaalf jaar zou vervullen.

## Werk
Poynting was de bedenker van de naar hem vernoemde Poynting-vector, die de richting en sterkte van een elektromagnetische energiestroming beschrijft. Deze vector wordt gebruikt in de Poynting-theorie, een theorema over energiebehoud voor elektrische en magnetische velden. Deze werd voor het eerst gepubliceerd in 1884. Hij schreef ook artikelen over straling en lichtdruk. Na twaalf jaar experimenteren bepaalde hij in 1891 de gemiddelde dichtheid van de Aarde en in 1893 de gravitatieconstante, een maat voor het effect van de zwaartekracht in Newtons formule. Hij publiceerde zijn resultaten in respectievelijk The Mean Density of the Earth (1894) en The Earth; Its Shape, Size, Weight and Spin (1913).
Samen met Nobellaureaat Joseph John Thomson was Poynting co-auteur van een populair, meerdelig natuurkundige studieboek "A Text-book of Physics" dat gedurende de eerste dertig jaar van de twintigste eeuw op scholen in gebruik was. Het grootste deel ervan was door Poynting geschreven.

## Erkenning
In 1901 ontving Poynting een eredoctoraat van de Birmingham-universiteit. Kraters op zowel de Maan als Mars zijn naar hem vernoemd, als ook het natuurkundig gebouw van de Universiteit van Birmingham en de faculteitssociëteit, de "Poynting Physical Society". Voor zijn essay "The Mean Density of the Earth" werd hij in 1894 onderscheiden met de Adams Prize of Cambridge. Daarnaast ontving hij de Hopkins Prize van de Cambridge Philosophical Society (1903) alsmede de Royal Medal van de Royal Society, London (1905).